# Vrioon
 (septembre 2012).
Albums de Alva Noto et Ryuichi Sakamoto
Insen
(2005)
Vrioon est un album issu de la collaboration entre Alva Noto (au traitement électronique) et Ryuichi Sakamoto (au piano), sorti en décembre 2002 sur le label Raster-Noton.
En 2003, le magazine The Wire le fait figurer dans sa liste des 50 meilleurs albums de l'année, puis le nomme album de l'année 2004 dans la catégorie musique électronique. 
Il est le premier des cinq albums où collaborent Ryuichi Sakamoto et Alva Noto : Vrioon (2002), Insen (2005), Revep (2006), utp_ (2008, en collaboration avec l'Ensemble Modern) et enfin Summvs (2011). Des titres de l'album seront interprétés par le duo en concert, filmé et édité en DVD en 2006 sous le titre Insen Live.

## Liste des titres
Toute la musique est composée par Alva Noto et Ryuichi Sakamoto.
| 1.    | Uoon I    | 13:51 |
| 2.    | Uoon II   | 9:40  |
| 3.    | Duoon     | 5:46  |
| 4.    | Noon      | 10:13 |
| 5.    | Trioon I  | 5:09  |
| 6.    | Trioon II | 9:57  |
| 54:37 |           |       |